# ナトゥーフ文化

ナトゥーフ文化の広がり。ヨルダン川と死海の両岸からユーフラテス川中流にかけて広がる

ナトゥーフ文化（英語：Natufian culture）は、紀元前12500年から紀元前9500年にかけてレバントに存在した亜旧石器文化。
人類史において農耕が始まる前であるにもかかわらず、定住あるいは定住に近い生活が行われていた点に特徴がある。
おそらく世界最古の都市であるとされるイェリコは、この時期に建設された。
いくつかの考古学的証拠は、穀物、特にライ麦の計画的な栽培が、ナトゥーフ文化期後半にテル・アブ・フレイラにおいて行われていたことを示しており、これは人類史における最初の農耕の証拠である。
ただし、野生の穀物の方がより広く利用されていた。
また、ガゼルが狩猟されていた。

## 名前の由来
ナトゥーフの名前はイギリスの考古学者ドロシー・ギャロッドによってワジ・アン＝ナトゥーフ（現在のパレスチナ自治区ヨルダン川西岸地区ラマッラー・アル＝ビーレ県の西部）にちなんで名付けられた。ワジ・アン＝ナトゥーフはこの地域に多い涸れ川の一つであり、ナトゥーフ文化の最初の考古学的証拠は、ワジ・アン＝ナトゥーフ北岸の土手にあるシュクバ洞窟（英語: Shuqba cave）から発見された。

## 発見
ナトゥーフ文化はドロシー・ギャロッドによるシュクバ洞窟の発掘調査によって発見された。
1930年代以前においては、パレスチナ地域における考古学的な調査は歴史時代に焦点があてられており、先史時代についてはよく知られていなかった。
1928年、ギャロッドはイギリスのイスラエル考古学研究所に招待され、シュクバ洞窟の発掘調査を行った。
その4年前には、シュクバ洞窟からは既に先史時代の石器が、フランス人の聖職者アレクシス・マロンの手によって発掘されていた。
ギャロッドは、旧石器時代後期の堆積物の層と青銅器時代の層の間に細石器が含まれる層を発見し、この層が中石器時代、すなわち旧石器時代から新石器時代への移行期のものであるとした。
この中石器時代の遺跡はヨーロッパでは発見されていたが、近東では発見されていなかった。
ギャロッドは、シュクバ洞窟の近くを流れる涸れ川ワジ・アン＝ナトゥーフにちなみ、この時期をナトゥーフ文化と名付けることを提案した。

## 年代
放射性炭素年代測定によればナトゥーフ文化は更新世の最後から完新世の最初期にわたり、これは紀元前12500年から紀元前9500年にあたる。
ナトゥーフ文化は前期（紀元前12500年から紀元前10800年）と後期（紀元前10800年から紀元前9500年）に分けられ、後期はヤンガードリアスと重なっている。
当時のレバントには疎林が広がっており、穀物や果物、木の実など、100種類以上の食用可能な植物が存在し、今日のように乾燥した不毛の土地ではなかった。

## 関連する文化
ナトゥーフ文化は同地域において紀元前18000年から紀元前12500年に存在したケバラン文化（英語: Kebaran）から発展したものである。
ケバラン文化の他に、ネゲヴおよびシナイ半島にはムシャビ文化（英語: Mushabian culture）が存在し、ナトゥーフ文化はムシャビ文化からも影響を受けているとされる。
これらの文化と、北アフリカ沿岸地域の文化の類似性が議論されることもある。

## 集落
集落はオークやピスタチオの木が広がる疎林に形成された。
これらの樹木が広がる疎林の下生えには頻繁な収穫が可能な穀物が多く存在しており、住人たちに食料を提供していた。
ナトゥーフ文化の住民たちの住居は半地下式であり、石を敷いた基礎を持っているものもあった。
上部構造は小枝や柴で作られていたと考えられている。
泥を固めた煉瓦が使われていた証拠は見つかっておらず、これが一般的になるのは次の先土器新石器時代A期である。
円形の住居の直径は3メートルから6メートルであり、中心には円形あるいは長方形の暖炉があった。
アイン・マラハでは柱穴の痕跡が見つかっている。
集落は15平方メートルから最大1,000平方メートルにおよび、小さい集落は一時的なキャンプであったと考えられている。
ほとんど全ての集落において、住居が頻繁に建て直されていたとみられており、これは当時の住人たちが頻繁に移動し、ときおり一時的に集落が放棄されることがあったことを示唆している。
集落にはおよそ100人から150人が居住していたと推定されている。
住居以外の貯蔵用の建築物があったという明確な証拠は発見されていない。

## 物質文化

### 石器
細石器、特に石刃が多く発見されている。

### 芸術
アイン・サクリの恋人たち（英語: Ain Sakhri Lovers）と呼ばれる小さな石の像が発見されており、これは性交する男女を描写した最古の人工物である。
この像はユダヤ砂漠にあるアイン・サクリ洞窟から発見され、現在は大英博物館に保管されている。

### 埋葬
ナトゥーフ文化の副葬品は、貝やアカシカの歯、骨、石で作られていた。
副葬品にはペンダントや腕輪、首飾り、耳飾り、ベルトなどがあった。
2008年には、祭祀用に掘られた穴から12000年前の墓が発見され、埋葬されていた女性は当時の社会において特別な役割を果たしていたと考えられている。
この女性はシャーマンあるいは呪術医であったと推測され、墓からは同時に少なくとも3頭のオーロックスの遺骨と86匹のカメの甲羅が発見された。
これらは葬儀のために別の場所から運ばれてきたものだと考えられている。
女性の遺骨はカメの甲羅やヒョウの骨盤、イノシシの前腕、イヌワシの翼端、ムナジロテンの頭骨によって囲まれていた。

### 交易
北イスラエルのアイン・マラハの遺跡からは、アナトリアの黒曜石およびナイル川から運ばれてきた貝類が見つかっている。
孔雀石も発見されているが、その産地はわかっていない。

### その他
銛や釣り針など、豊富な骨器が発見されている。
石と骨とを組み合わせたペンダントなどの装飾具も発見されている。
その他、石灰石から作られた人型の小立像も発見されているが、動物がモチーフとなったものの方が多い。

## 生活
ナトゥーフ文化の住人たちは狩猟採集に依存していた。
土壌の性質のため、食用に用いられていた植物の遺物の保存状態は悪いが、野生の穀物や豆、アーモンド、ドングリ、ピスタチオなどが食用に利用されていたと考えられている。
発見された動物の骨から、ガゼルが主に食用に用いられていたことが明らかになっているが、その他にもシカ、オーロックス、イノシシが狩猟の対象となっていた。
また、ヨルダン川に集まる水鳥や淡水魚も食用に利用されていた。

### 農耕の開始
ヤンガードリアスによる急激な気候の変化が農耕の開始を促したという説がある。
ヤンガードリアスは、最終氷期の終了に伴う温暖期の中に、約1000年にわたって一時期的な寒冷期をもたらし、レバントにおいては干ばつが発生した。
この干ばつによって、乾燥に耐性のある雑草が、ナトゥーフ文化の住人たちの食料となっていた野生の穀物に対して優勢となった。
既に定住を行なっていた人口を養うため、当時の住人たちはこれらの雑草を除去し、別の場所で得た穀物の種を植え、これが農耕の始まりとなったとされる。
しかし、この説には異論も多い。

### イヌの家畜化
イヌの家畜化に関する最初の考古学上の証拠はナトゥーフ文化期の遺跡において見つかっている。
アイン・マラハの遺跡からは、紀元前12000年のものとされる、高齢の男性と一緒に埋葬された生後4ヶ月から5ヶ月の子犬が発見されている。

## ナトゥーフ文化の遺跡
- シリア：テル・アブ・フレイラ、ムレイベット
- イスラエル：アイン・マラハ
- ヨルダン川西岸：シュクバ洞窟（英語: Shuqba cave）、イェリコ